# Malcolmia maritima
Malcolmia maritima là một loài thực vật có hoa trong họ Cải. Loài này được (L.) R.Br. mô tả khoa học đầu tiên năm 1812.